# توم ميلر (سياسي)
توم ميلر (بالإنجليزية: Tom Miller)‏ هو محامي وسياسي أمريكي، ولد في 11 أغسطس 1944 في دوبوك في الولايات المتحدة. حزبياً، نشط في Iowa Democratic Party ‏ والحزب الديمقراطي.